# Ordynariat Polowy Republiki Chorwackiej
Ordynariat Polowy Republiki Chorwackiej (chorw. Vojni ordinarijat u Republici Hrvatskoj) – rzymskokatolicka diecezja wojskowa ze stolicą w Zagrzebiu, w Chorwacji. Należą do niej członkowie chorwackiego wojska i policji oraz ich rodziny wyznania rzymskokatolickiego.
Ordynariat Polowy powstał 25 kwietnia 1997 na podstawie konkordatu zawartego pomiędzy Stolicą Apostolską a Republiką Chorwacji. Pierwszym biskupem polowym mianowany został Juraj Jezerinac, który wcześniej opiekował się wojskiem jako biskup pomocniczy archidiecezji zagrzebskiej.
W diecezji służy 32 kapłanów (17 diecezjalnych i 15 zakonnych) oraz 1 siostra zakonna.

## Biskupi polowi
- Juraj Jezerinac (1997 – 2015)
- Jure Bogdan (od 2015)